# 腎性骨病
腎性骨病(Renal osteodystrophy)或慢性腎病礦物質與骨骼疾病(CKD-MBD)屬於骨病理学，其特徵為"骨礦化不足"(bone mineralization deficiency)，這是伴隨著慢性腎病的電解質及內分泌紊亂的直接結果。腎性骨病、可分為高或低的骨轉換這兩種代謝狀態。

## 症狀和病徵
腎性骨病可能會出現無自覺症狀；如果是顯示出這樣的病徵，其中包括如下病症：
- 骨痛(Bone pain)
- 關節痛(Arthralgia)
- 骨骼變形(Bone deformation)
- 骨折

## 診斷
腎性骨病的診斷通常是開始於治療終末期腎臟疾病之後。血液測試顯示減少鈣及骨化三醇(維生素D)，增加磷及副甲狀腺素。X光片顯示腎性骨病(在膝蓋及恥骨聯合(Pubic symphysis)、骨質疏鬆及骨折的軟骨鈣質沉著症(chondrocalcinosis))的骨骼特點，但可能較難判斷與其他病症的區別。

## 發病機理
腎性骨病被認為是副甲狀腺功能亢進(Hyperparathyroidism)結合低鈣血症(Hypocalcaemia)，一般繼發於高磷酸鹽血症(Hyperphosphatemia)之後，二者皆因腎臟受損而磷酸鹽的排泄減少之故。低活化維生素D3的水平是因受損腎臟無力轉換維生素D3成活性形式、骨化三醇的結果，並導致進一步的低鈣血症(Hypocalcaemia)。

## 鑑別診斷
明確診斷腎性骨病必須和以下病症來區分：
- 骨質疏鬆症
- 骨质减少症(osteopenia)
- 軟骨病(osteomalacia)

## 治療
治療腎性骨病包括以下方法：
- 鈣及維生素D的補充。
- 飲食上磷酸鹽的限制。
- 磷酸鹽結合劑(Phosphate binder)諸如碳酸鈣、乙酸钙、鹽酸司維拉姆(sevelamer)，或碳酸镧。
- 西那卡塞(cinacalcet)
- 腎移植(Kidney transplantation)
- 每週血液透析5次，被認為是有益的。[2]

## 預後
腎移植手術後觀察到可以從腎性骨病中恢復過來。腎性骨病是一種須有常規血液透析時間表的慢性疾病。

## 外部連結
- Renal Osteodystrophy - NKUDIC, NIH